# Enschede
Enschede (po slovensko: [énshede]; nizozemsko: [ˈɛnsxədeː] (); znan kot Eanske [ˈɛːnskə] v lokalnem narečju Twents) je občina in mesto v vzhodni Nizozemski v provinci Overijssel in v regiji Twente. Vzhodni del urbanega območja sega do meje nemškega mesta Gronau. Občino Enschede je sestavljalo mesto Enschede do leta 1935, ko je bila podeželska občina Lonneker, ki je obkrožala mesto, priključena po hitri industrijski širitvi Enschedeja, ki se je začela v šestdesetih letih 19. stoletja in je vključevala gradnjo železnic in izkopavanje Twentekanaala. Predlog za konsolidacijo se je začel leta 1872, glede na članek v časopisu Tubantia z dne 22. junija 1872, ki je omenjal odbor 5 članov za nadzor študije.
V športu in kulturi je Enschede je verjetno najbolj znan po svojem nogometnem klubu NK Twente, enkrat celo prvak Nizozemskega prvenstva in po Univerzi Twente.

## Geografija
Enschede leži v vzhodnem delu Overijssel in je najbolj vzhodno mesto z več kot 140.000 prebivalci na Nizozemskem. Mesto leži nekaj kilometrov od Nemčije, ki meji na občino. Nekaj majhnih rek teče skozi ali obdaja mesto, kot sta Roombeek in Glanerbeek.
Enschede vsebuje pet uradnih mestnih okrožij (Stadsdelen). Upoštevajte, da vključujejo tudi okoliške vasi v občini:
- Mestni predel Centrum (Binnenstad, Boddenkamp, De Bothoven, 't Getfert, Hogeland Noord, Horstlanden-Veldkamp, Laares, Lasonder-'t Zeggelt)
- Mestni predel Sever (na primer: Lonneker, Deppenbroek, Bolhaar, Mekkelholt, Roombeek, Twekkelerveld)
- Mestni predel Vzhod (na primer: Wooldrik, Velve-Lindenhof, De Eschmarke, 't Ribbelt, Stokhorst, Dolphia, 't Hogeland in Glanerbrug )
- Mestni predel Jug (Wesselerbrink, Helmerhoek in Stroinkslanden)
- Mestni predel Zahod (Boswinkel, Ruwenbos, Pathmos, Stadsveld, Bruggert, 't Zwering, 't Havengebied, De Marssteden, Boekelo, Usselo in Twekkelo)

### Podnebje
Enschede ima oceansko podnebje (Cfb po Köppnovi podnebni klasifikaciji ). Vendar pa so zime zaradi oddaljenosti od obale hujše kot v preostalih delih Nizozemske.

## Zgodovina

### Predindustrializacija
Zgodnja zgodovina Enschedeja je večinoma neznana, vendar je v zgodnjem srednjem veku okoli stare tržnice obstajala naselbina. Ime te naselbine se omenja kot Anescede ali Enscede, kar pomeni »blizu meje« (z Bentheimom ) ali »blizu Esa« in je imelo cerkev, tržnico in utrjeno aristokratsko hišo.
Enschede je okoli leta 1300 dobil mestne pravice, ki jih je leta 1325 potrdil škof Jan III. van Diest in se je od takrat smel zaščititi z obzidjem. Ker je bil kamniti zid predrag (ker je bilo treba kamen uvažati), je imel Enschede namesto tega sistem jarkov, palisad in živih mej, kar se še vedno odraža v imenih ulic Noorderhagen in Zuiderhagen (Severna živa meja oziroma Južna živa meja). Mestni načrt tega obdobja je še vedno prepoznaven v vzorcu ulic. Mestu je bilo leta 1597 ob zavzetju med osemdesetletno vojno prihranjeno uničenje, ko je po kratkem obleganju španska garnizija mesto predala, obramba pa je bila uničena.
Ker je bilo srednjeveško mesto v veliki meri zgrajeno iz lesa in so bile kamnite hiše izjema, je bil požar stalna nevarnost. Tako je serija požarov v letih 1517, 1750 in ponovno 7. maja 1862 je ljudem iz Enschedeja prinesla vzdevek Brandstichters (požigalci).

### Industrializacija
Zadnji požar je sovpadel z začetkom rasti mesta v veliko proizvodno središče tekstila, prvotno kot domače obrti, od začetka 19. stoletja pa v industrijskem obsegu, predvsem izdelave bombazijna (mešanice bombaža in lana) se je izkazal za uspešen izvoz. Ena takih tovarn, ki je v poznem 19. stoletju proizvajala tekstil, je tovarna Hardick &amp; Seckel.
Industrializacija je spodbudila velik porast prebivalstva, ki je do leta 1894 doseglo ocenjenih 18.267: rast mest v 19. stoletju je bila sprva precej kaotična. Imena slumov (kot sta De Krim in Sebastopol ) so še vedno razvpita, čeprav so že zdavnaj podrta. Leta 1907 je bila miselnost laissez faire opuščena in Enschede je bilo prvo mesto na Nizozemskem, ki je pripravilo uradni načrt širitve, ki je vključeval okoliško občino Lonneker.

### Druga svetovna vojna
Med drugo svetovno vojno je bilo Enschede eno prvih nizozemskih mest, ki so ga zavzele nemške čete, saj je bilo mesto najbližje Nemčiji. Člani odpora so pomagali številnim Judom iz Enschedeja, da so se skrili na kmetije v bližini. Od približno 1300 Judov v Enschedeju jih je bilo rešenih 500 (38,5 %) v primerjavi z manj kot 20 % v preostalem delu Nizozemske. To višjo stopnjo preživetja pripisujejo trem članom judovskega sveta v Enschedeju, Sigu Menku, Gerardu Sandersu in Isidoorju Van Damu, ki so proti nasvetom judovskega sveta v Amsterdamu prevzeli pobudo in pozvali svojo skupnost, naj se skrije in ne da se odzove Nemcem na vpoklic za »delo na vzhodu«. Drug pomemben junak tega obdobja je bil pastor Leendert Overduin, ki je s pomočjo svoje sestre in drugih rešil na stotine judovskih otrok in odraslih prek mreže varnih hiš v Enschedeju in okolici. 
Mesto je bilo večkrat bombardiran, najbolj opazno 10. oktobra 1943 in 22. februarja 1944. Med prvim napadom je bilo bližnje letališče (takrat Fliegerhorst Twente) priložnostna tarča za VIII. bombniško poveljstvo med napadom na železnico in vodne poti v Münstru.  Umrlo je 141 ljudi, veliko hiš je bilo poškodovanih. Zadnja misija je imela za cilj Enschede med Velikim tednom, vendar so bili bombniki odpoklicani zaradi slabega vremena.

### Konec industrijske dobe
V 1980-ih se je proizvodnja tekstila ustavila zaradi hude konkurence predvsem z Daljnega vzhoda. To je močno vplivalo na prebivalstvo. Enschede je postal ena najrevnejših občin na Nizozemskem in bankrotiral. Velika območja industrijske puščave so zaznamovala mesto. S podporo državne vlade so bile te nepremičnina pridobljena in obnovljena. Središče mesta je postalo območje brez avtomobilov.

## Vera
Največja vera v Enschedeju je krščanstvo, saj je 34,9 % prebivalstva kristjanov.
Enschede ima veliko asirsko skupnost, prvi Asirci so prišli v Enschede v 1970-ih, predvsem iz Turčije (Tur Abdin). Zato so danes v Enschedeju tri sirske pravoslavne cerkve, ki izpolnjujejo duhovne potrebe približno več kot 10.000 Asircev v mestu. 

Med karnevalskimi prazniki, ki potekajo februarja ali marcu, se Enschede preimenuje v Krekkelstad, kar pomeni »mesto kriketa«.
Religija v Enschede (2013)

## Gospodarstvo
Mesto je nekdanje središče tekstilne proizvodnje. Ko je ta industrija zapustila območje in se preselila v cenejše proizvodne centre v jugovzhodni Aziji, je Enschede postal ena najrevnejših občin na Nizozemskem. Bolj izobraženi in premožni državljani so se skozi zgodovino selili v regijo Randstad; desetletja obnovitvenih del v središču mesta so bila izvedena s ciljem, da bi Enschede postal privlačnejši za to skupino.
Bližina Nemčije je bila v zgodovini pomemben dejavnik pri gospodarski dejavnosti mesta, od tihotapljenja kave in tobaka v 19. in 20. stoletju do velikega števila Nemcev, ki obiskujejo mestne trgovine in tedenske tržnice. Zato mnogi domačini bolj ali manj tekoče govorijo nemško. 
V Enschedeju varijo pivo Grolsch, v mestu pa sta sedež in tovarna proizvajalca pnevmatik Apollo Vredestein BV. Je eden najpomembnejših zaposlovalcev v regiji.

## Kultura

### Muzej
V Enschedeju je več muzejev, med njimi umetnostni Rijksmuseum Twenthe. Naravoslovni muzej in muzej, posvečen zgodovini tekstilne industrije je v kraju Roombeek. Novi muzej je delno v prenovljeni stari tekstilni tovarni, in prikazuje tekstilno zgodovino Enschedeja, delno pa v sosednji novi stavbi, ki jo je zasnovalo amsterdamsko podjetje SeARCH (arhitekt projekta: Bjarne Mastenbroek). Poleg muzejev je tudi več umetniških prostorov, med katerimi sta najpomembnejša Villa de Bank in TETEM. Slednji se osredotoča na umetnost in tehnologijo ter želi biti dostopen širši javnosti. Enschede je tudi dom Nizozemskega simfoničnega orkestra.

### Glasba in gledališče
Nemško-nizozemski odnos je značilen za glasbeno kulturo, ki je nastala s sodelovanjem v zamejstvu in prevladujočo tekstilno industrijo v 19. in 20. stoletju. Zlasti v obdobju preobrata po prvi svetovni vojni se je v Gronauu in Enschedeju razvilo tesno nemško-nizozemsko kulturno sodelovanje, ki je postalo vse pomembnejše od godalnih kvartetov, salonskih orkestrov in vročih plesnih glasbenih skupin do simfoničnih orkestrov in operetne družbe ("Enschedesch" Opera en Operette Gezelschap«) z lastnimi predstavami. Hkrati je jazz od leta 1920 naprej našel tudi navdušene pristaše.

### Ostale galerije znamenitosti
- Rijksmuseum Twenthe
- Vodomet Het ei van Ko (Kojevo jajce).
- Nekdanja stavba Atak Poppodium v Noorderhagenu, Enschede
- Notranjost cerkve svetega Jakoba
- Vodni stolp tovarniškega kompleksa Jannink
- Skulpture Twentse Schouwburg
- Vrata Huis Hengelo
- Stadhuis van Enschede
- Grote Kerk (Velika cerkev) v Enschedeju
- Pogled iz paviljona na Volkspark
- Terase stare tržnice Enschede
- Stolp De Museumfabriek v Roombeeku
- Panorama Willema Wilminkpleina s Kloosterstraat

## Raziskovanje, izobraževanje in zdravstvo
Univerza Twente (Univerza v Twenteju), univerza s pretežno tehničnim študijem, se nahaja v Enschedeju. Je ena od štirih tehničnih univerz na Nizozemskem (poleg tehnološke univerze Delft, tehnološke univerze Eindhoven ter univerze in raziskovalnega centra Wageningen). Univerza Twente je tudi edina univerza z velikim kampusom na Nizozemskem. Univerza ima predmete v čistih tehničnih študijih, kot so uporabna fizika, uporabna matematika, strojništvo, elektrotehnika, kemijsko inženirstvo, informatika / računalništvo in industrijsko inženirstvo, ponuja pa tudi študijske programe komunikologije, psihologije, ekonomskih ved, mednarodne poslovne administracije, javnih Administracija, uporabna medicina in biomedicinska tehnologija; slednji pritegnejo širšo javnost. Od leta 2006 so bili ponudbi univerze dodani programi Evropskih študij, Napredne tehnologije, Kreativne tehnologije in ATLAS University College.
Enschede je tudi dom enega od treh kampusov Univerze uporabnih znanosti Saxion (Saxion Hogeschool Enschede), politehnične šole, ki ponuja mednarodno priznane diplome in magistre na številnih področjih, vključno z inženirstvom, ekonomijo, socialnim delom, preiskavami in skrb za zdravje. Drugi kampusi se nahajajo v Deventerju in Apeldoornu .
Enschede ima drugi najstarejši maraton v Evropi in najstarejši maraton na Nizozemskem: Enschede Marathon. To poteka vsako leto od leta 1947. Od leta 2017 obstaja nov tečaj. Študentski veslaški klub DRV Euros je dal več državnih prvakov in enega olimpijskega prvaka.  